# Hagnagora integra
Hagnagora integra là một loài bướm đêm trong họ Geometridae.